# Hidrocele
Un hidrocele —del griego hydros (‘agua’ o líquido) y cele (‘quiste’ o ‘tumor’)— es la acumulación patológica de líquido seroso en el interior de una cavidad en el cuerpo humano.
Popularmente se lo conoce como «quiste de agua», aunque este término es inapropiado debido a que lo que se acumula no es precisamente agua.
El tipo de hidrocele más común es la hidrocele testis. Es decir, la acumulación excesiva de fluido en el cordón espermático, entre las dos capas de la túnica vaginal que recubre el testículo y la cara interna del escroto.
En el hidrocele congénito, el aumento de volumen puede verse acompañado de una hernia inguinal.

## Patogenia
En términos coloquiales, el testículo está alojado en una funda o bolsa de piel, llamada escroto. Entre la piel y el testículo hay una pequeña cantidad de líquido, que permite que el testículo sea móvil y lo protege contra posibles traumatismos. El hidrocele testis ocurre cuando la cantidad de líquido aumenta debido a una inflamación de uno o ambos testículos, o por la obstrucción de un vaso sanguíneo o de un vaso linfático. Esto se evidencia con el aumento de tamaño de la bolsa escrotal.
Cuando aparece en recién nacidos el hidrocele suele deberse a una comunicación de la bolsa escrotal con el interior del abdomen y puede o no ir acompañado de hernia. En estos casos se habla de hidrocele comunicante (con la cavidad abdominal).

### Hidrocele congénito
Un hidrocele congénito implica un cierre incompleto de la túnica vaginal, por el cual se conserva abierta la comunicación con la cavidad peritoneal, por un conducto estrecho que permite que el líquido peritoneal fluya hacia el saco escrotal.
En vez de estar contenido en una bolsa cerrada, el líquido del hidrocele congénito se combina con el del peritoneo. Normalmente, el hidrocele congénita¿o desaparece a los 18 meses de edad.

### Hidrocele adquirido
La génesis del hidrocele adquirido todavía no se ha resuelto por completo. Sus causas incluyen antecedentes de inflamación de los testículos, como la epididimitis, un tumor, una torsión testicular o, en un 25-50 % de los casos, un traumatismo contuso.
Normalmente, los hidroceles derivados de infecciones se resuelven junto con la inflamación.
El hidrocele adquirido es más frecuente en niños mayores, adolescentes y adultos.

## Cuadro clínico

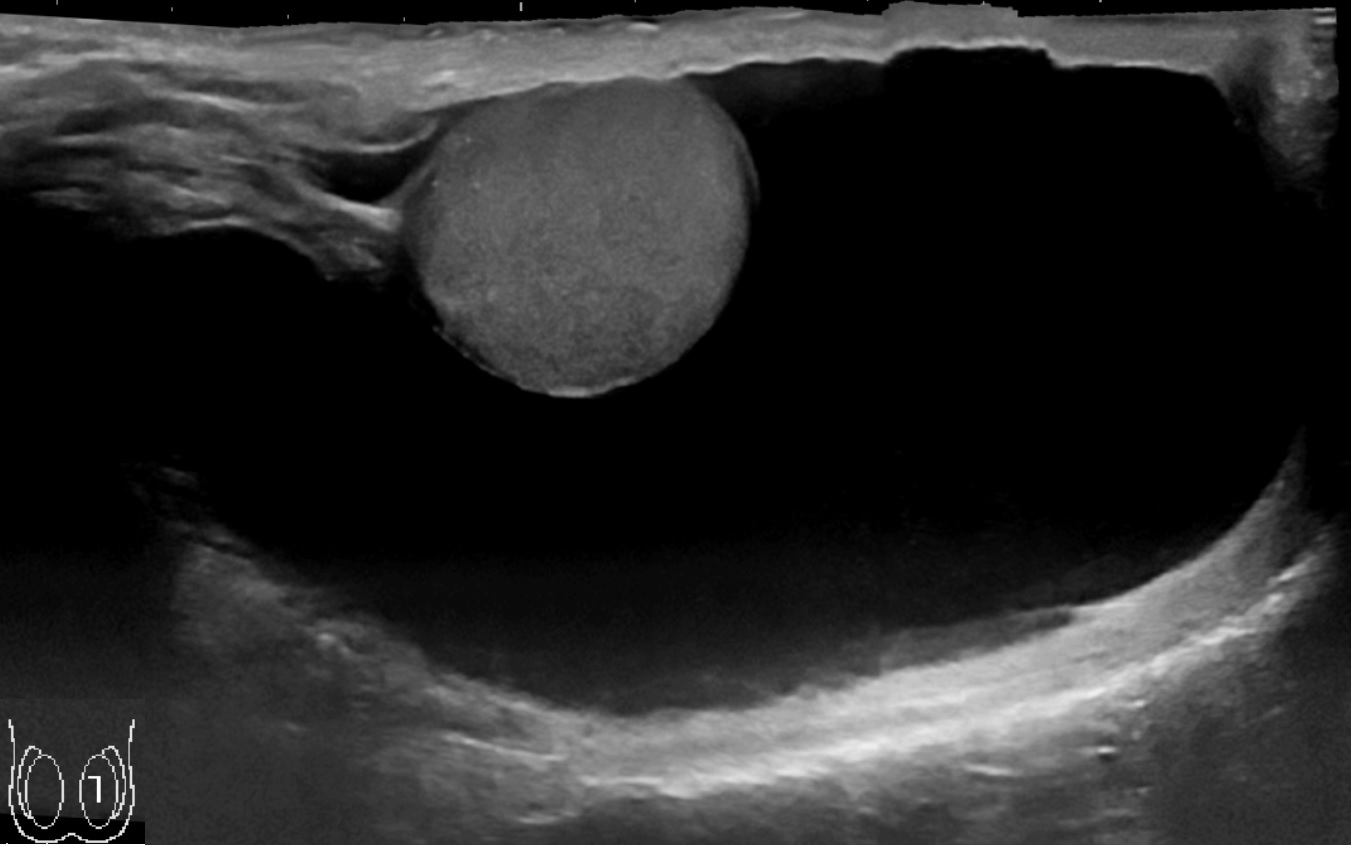
Ecografía escrotal de un hidrocele de 10 cm de tamaño en un hombre de 55 años, de al menos un par de meses de duración, de causa desconocida. Se observa líquido anecoico (oscuro) rodeando el testículo.

Un hidrocele es un aumento de volumen por causa de líquido en el interior del escroto. Suele asemejarse a un balón suave que por lo general no permite palpar el testículo. Los hidroceles varían bastante en tamaño, generalmente son indoloros y no malignos. Los hidroceles de gran volumen causan considerable incomodidad por razón del tamaño. Como el fluido suele ser transparente, un hidrocele genera luminosidad hacia el lado opuesto cuando se le afronta una fuente de luz, a diferencia de una hernia inguinal. Un hidrocele puede también ser diferenciado del cáncer de testículo, ya que el hidrocele es suave y fluido, en tanto que un cáncer testicular es duro e irregular.

## Tratamiento
El método de tratamiento más antiguo consiste en introducir una aguja y extraer el líquido existente mediante una jeringa. Sin embargo, debido al alto riesgo de infección y a la alta probabilidad de recurrencia, actualmente, este método se emplea solo en pacientes para los cuales una intervención quirúrgica no es recomendable.
Si el hidrocele se corrige quirúrgicamente, puede seguir creciendo de tamaño. La escleroterapia, que es una inyección de una solución esclerosante tras haber aspirado el líquido del hidrocele, puede aumentar las tasas de éxito. En muchos pacientes, el procedimiento de aspiración y la escleroterapia se repite cada vez que el hidrocele reaparece.
Actualmente se recurre a la cirugía, que está indicada cuando el paciente sufre molestias o cuando se siente incómodo por su aspecto. El cirujano practica una leve incisión en el escroto o en la parte baja del abdomen, extrae el líquido en exceso y estrecha el volumen del tejido para evitar que éste vuelva a acumularse, evertiendo a la vez la túnica vaginal de forma que la cara exterior de ésta quede hacia el interior, a fin de recuperar su capacidad de absorción. La intervención se hace de manera ambulatoria, aunque bajo anestesia general o locorregional (bloqueo), por lo que es recomendable permanecer una noche en el hospital. Durante uno o dos días después de la intervención el paciente deberá llevar un vendaje, y durante unos días más mantener apoyado el escroto con un calzoncillo que ajuste entre las piernas.
En el caso del hidrocele congénito, este rara vez amerita tratamiento y, generalmente, una vez descartadas otras anomalías genitales coincidentes, solo se vigila hasta los 12-18 meses de edad.
El hidrocele puede ser bilateral (cuando se presenta en ambos lados) luego de la operación se reduce casi por completo la inflamación. El médico valorará si ópera ambos lados o uno por vez. Esto dependerá de cada caso en particular. 
Por motivos de la intervención el testículo o testículos se inflaman y permanecen inflamados por un tiempo prolongado. La duración varía de persona a persona, pudiendo ser un mes o más. Estos tejidos son sensibles y requieren un tiempo para llegar a su completa normalidad. Sin embargo, esta hinchazón no es motivo de alarma pues la misma desaparece con el tiempo. Si presenta fiebre prolongada por más de tres días posteriores a la operación, dolor excesivo y aumento excesivo de área intervenida acuda al médico. La inflamación no impide que se haga su vida normal, siempre cuidando de no extralimitarse en las actividades físicas que requieran de esfuerzos.
Por lo general se debe esperar un tiempo prudencial, el médico indicará de acuerdo a su valoración cuánto se debe esperar.

## Complicaciones
La hidrocele testicular generalmente no afecta la fertilidad. Sin embargo, puede ser un síntoma de otros factores que pueden afectar la fertilidad del sujeto. Entre los más destacados, vale la pena mencionar: 
- Los hidroceles grandes pueden presionar el testículo, lo que podría elevar la temperatura en el escroto. Dado que la producción de espermatozoides requiere una temperatura inferior a la del resto del cuerpo, esta situación podría reducir la calidad del esperma.
- La fertilidad suele verse comprometida principalmente cuando el hidrocele es un síntoma de otras afecciones, como infecciones, lesiones, tumores o hernias inguinales. Sin embargo, no es tanto el hidrocele en sí, sino estas condiciones adicionales las que pueden causar infertilidad.
- Durante una hidrocelectomía, ciertas estructuras del escroto que transportan los espermatozoides podrían sufrir algún daño en caso de complicaciones, lo cual podría afectar las probabilidades de concebir naturalmente. No obstante, mientras se mantenga la producción de espermatozoides, siempre se puede optar por métodos de concepción alternativos. [11]

Las complicaciones se pueden derivar de la cirugía del hidrocele y pueden abarcar:
- Coágulos de sangre.
- Infección.
- Lesión del tejido o estructuras del escroto.